# José Álvarez Cubero

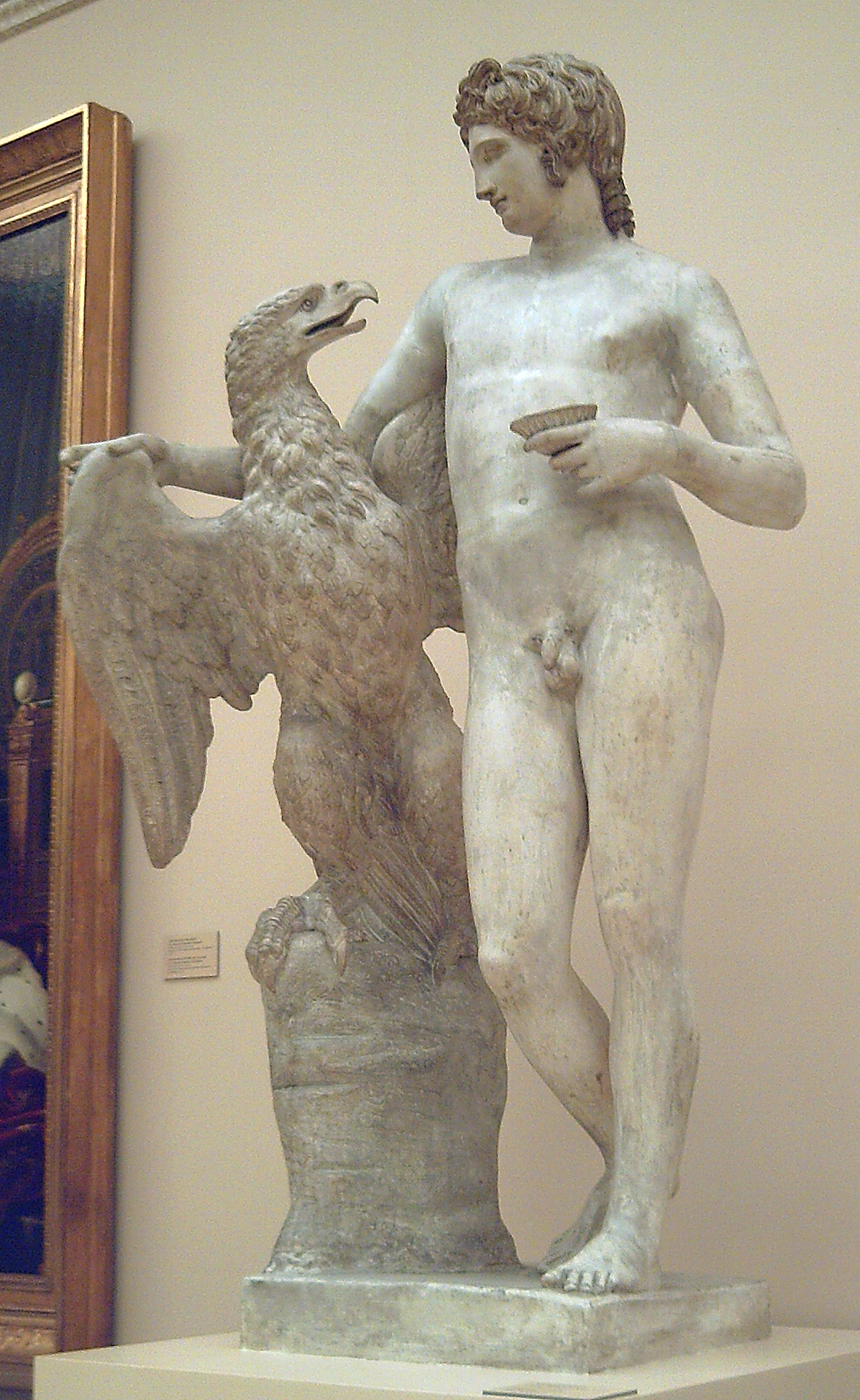
Ganymedes, 1804

José Álvarez Cubero, född 23 april 1768, död 26 november 1827, var en spansk skulptör.
José Álvarez Cubero studerade i hemlandet, samt 1799-1816 i Paris och Rom. Han anslöt sig till de nyklassiska idealen och tog starka intryck av Antonio Canova och Bertel Thorvaldsen. År 1816 återvände han till Spanien, där han 1826 blev direktör vid Fernandoakademin i Madrid. Bland hans arbeten märks statyer av Karl IV av Spanien och Maria Luisa av Parma, gravmonument, porträttbyster samt grupper och figurer ur den antika mytologien.